# ショコラティエ

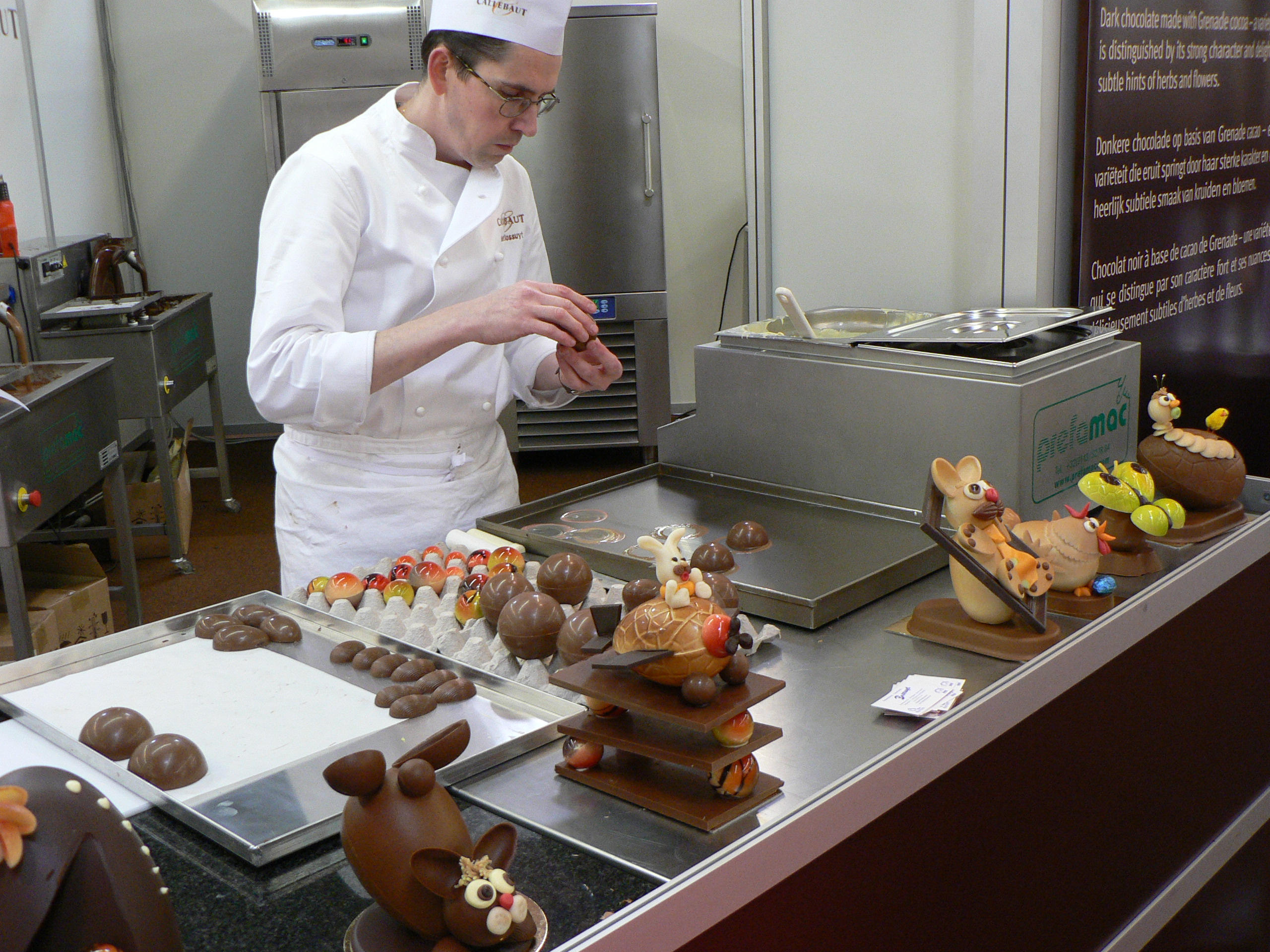
ショコラティエ

ショコラティエ（仏: Chocolatier）はチョコレートから様々なデザートや菓子を作る、チョコレート専門の菓子職人。なおカカオ豆などからチョコレートを作る職人ではない。手作りチョコレートを扱う店舗やチョコレート菓子を製造する会社を指すこともある。女性形はショコラティエール（chocolatière）となる。
一般に、プロのショコラティエには、チョコレートの歴史や風味と質感の相性、チョコレートを軟らかくしたり、型に入れて固めたり、チョコレートで装飾したりといったチョコレートの加工技術、チョコレートに含まれるガナッシュやシュガーシロップ、フォンダンなどの割合に関する知識が求められる。

## 教育

### フランス
フランスでは以下の国家資格である。
- 資格レベルIII - Brevet de Maitrise(BM) Pâtissier-confiseur-glacier-traiteur
- 資格レベルIV - 商業技術免状(BTM) Chocolatier confiseur
- 資格レベルV - 職業適性証(CAP) Chocolatier confiseur

また、優れたショコラティエに国家最優秀職人章（M.O.F., フランス国家最優秀職人章、Meilleur Ouvrier de France）が授与されることがある。

## 著名なショコラティエ
欧州
- ダニエル・ペーター - はじめてミルク・チョコレートを開発した人物
- アンリ・ルルー（Henri Le Roux）
- クリスティーヌ・フェルベール（Christine Ferber）
- ジャン＝ポール・エヴァン（Jean-Paul Hévin）
- ピエール・エルメ（Pierre Hermé）
- ロベール・ランクス（Robert Linxe） - 「ラ・メゾン・デュ・ショコラ」（La Maison du Chocolat）の創業者として知られる
- ピエール・マルコリーニ（Pierre Marcolini）

日本
- 水野直巳（みずの なおみ） - ワールド・チョコレート・マスターズ2007（パリ）で総合優勝[2]
- 平井茂雄（ひらい しげお） - ワールド・チョコレート・マスターズ2009（パリ）で総合優勝[3]
- 辻口博啓（つじぐち ひろのぶ）
- 氏家健治（うじいえ けんじ) - 食べログ「全国人気チョコレート店ランキング 第1位」[4]

## ショコラティエを題材とした作品
- 失恋ショコラティエ - コミック、ドラマ
- チョコレート工場の秘密、チャーリーとチョコレート工場 - 児童文学、映画
- ショコラ - 映画
- ショコラの魔法 - コミック